# Haematopota eugeniae
Haematopota eugeniae är en tvåvingeart som beskrevs av Portillo och Schacht 1984. Haematopota eugeniae ingår i släktet Haematopota och familjen bromsar.
Artens utbredningsområde är Spanien. Inga underarter finns listade i Catalogue of Life.